# Svatý Jan
Svatý Jan är en ort i Tjeckien.   Den ligger i regionen Mellersta Böhmen, i den centrala delen av landet, 50 km söder om huvudstaden Prag. Svatý Jan ligger 417 meter över havet och antalet invånare är 636.
Terrängen runt Svatý Jan är kuperad västerut, men österut är den platt. Terrängen runt Svatý Jan sluttar norrut. Runt Svatý Jan är det ganska glesbefolkat, med 35 invånare per kvadratkilometer. Närmaste större samhälle är Sedlčany, 8,7 km öster om Svatý Jan. Omgivningarna runt Svatý Jan är en mosaik av jordbruksmark och naturlig växtlighet.